# Aceituna
Aceituna és un municipi de la província de Càceres, a la comunitat autònoma d'Extremadura (Espanya). Limita amb Santa Cruz de Paniagua al nord, Montehermoso al sud, Pozuelo de Zarzón a l'oest, i Santibáñez el Bajo i Valdeobispo a l'est.

## Demografia
| 1787 | 1827 | 1850 | 1920 | 1950 | 1981 | 2001 | 2002 | 2003 | 2004 | 2005 | 2006 |
| ---- | ---- | ---- | ---- | ---- | ---- | ---- | ---- | ---- | ---- | ---- | ---- |
| 344  | 350  | 603  | 602  | 772  | 803  | 701  | 657  | 663  | 645  | 632  | 618  |